# Zwei Seiten der Liebe
Zwei Seiten der Liebe ist ein deutscher Spielfilm des Regisseurs Bodo Fürneisen. In den Hauptrollen sind Thekla Carola Wied und Heikko Deutschmann zu sehen. Der Film wurde erstmals am 13. September 2002 im Ersten Deutschen Fernsehen ausgestrahlt.

## Handlung
Carola und Dieter Martin sind seit 25 Jahren verheiratet. Nachdem Dieter bei einem Autounfall stirbt, findet Carola heraus, dass er schwul war und seit sechs Jahren eine Beziehung mit dem wesentlich jüngeren Rechtsanwalt Tobias Volperius hatte. Zutiefst erschüttert über diese Entdeckung zieht sie sich von der Außenwelt zurück und versucht, ihren Kummer im Alkohol zu ertränken. Als sie einen Selbstmordversuch unternimmt, ist es Tobias, der sie findet und rettet. In der Folge freunden die beiden sich an, und Tobias kann Carola helfen, das Möbelgeschäft ihres verstorbenen Mannes zu retten, das durch den betrügerischen Prokuristen Viktor Lipinski heruntergewirtschaftet wurde und vor der Übernahme durch ein anderes Unternehmen steht.

## Rezeption
„Konstruiertes, dank guter Darsteller aber weitgehend sensibles Drama um eine nur scheinbar starke Frau, die ihr Leben überdenken und neu regeln muss.“